# Jahongir Abdumominov
Jahongir Abdumominov (sinh ngày 9 tháng 2 năm 1993) hay Jaha là một cầu thủ bóng đá chuyên nghiệp người Uzbekistan hiện đang chơi ở vị trí tiền vệ trung tâm cho câu lạc bộ Hà Nội.

## Sự nghiệp
Trước khi đến Việt Nam, Jaha từng nhiều năm thi đấu tại Uzbekistan, Tajikistan và Indonesia. Anh cũng từng là tuyển thủ U-20, U-23 và có 2 lần ra sân cho đội tuyển quốc gia Uzbekistan.
Ngày 27 tháng 1 năm 2021, Jaha chính thức ký hợp đồng với câu lạc bộ Viettel sau khi thực hiện cách ly hai tuần theo quy định chống đại dịch COVID-19. Anh ra mắt V.League trong trận thắng câu lạc bộ Becamex Bình Dương 3–1 vào ngày 14 tháng 3 năm 2021.

## Thống kê sự nghiệp

### Quốc tế
Tính đến ngày 15 tháng 8 năm 2012
| Uzbekistan | Uzbekistan | Uzbekistan |
| Năm        | Số trận    | Bàn thắng  |
| ---------- | ---------- | ---------- |
| 2012       | 2          | 0          |
| Tổng cộng  | 2          | 0          |

## Danh hiệu

### Câu lạc bộ
Istiklol
- Giải bóng đá vô địch quốc gia Tajikistan: 2018[4]
- Cúp bóng đá quốc gia Tajikistan: 2018[5]